# Волков, Юрий Александрович
Юрий Александрович Волков (18 апреля 1937, Москва — 17 мая 2016, там же) — советский хоккеист («Крылья Советов» Москва, «Локомотив» Москва, «Динамо» Москва), мастер спорта (1958), заслуженный мастер спорта (1963), мастер спорта международного класса (1965), нападающий. Чемпион мира 1963 и чемпион Европы 1965.

## Биография
В 1962 году окончил МИИТ.
В хоккей начал играть в 1949 году в Москве на стадионе Юных пионеров.
В 1955—1956 годы играл в команде мастеров «Крылья Советов» (Москва), провёл 18 игр, забил 4 шайбы. Вместе с командой завоевал серебро чемпионата СССР 1955/56 г.
В 1956 году перешёл в «Локомотив» (Москва), где играл до 1960 года, провёл 145 матчей, забил 52 шайбы.
С 1960 по 1967 год защищал цвета московского «Динамо», провёл 222 матча, забил 97 шайб. Второй призёр чемпионата СССР 1962—1964, третий призёр 1966—1968, финалист розыгрыша Кубка СССР (1966).
Всего в чемпионатах СССР провел 385 матчей, забил 153 шайбы (по другим данным 158 шайб).
Пять раз (1959—1965) входил в список 34 лучших хоккеистов сезона.
Чемпион мира и Европы 1963, 1965 гг. (сыграл 10 игр, забил 6 шайб). По результатам чемпионата 1963 года получил звание заслуженного мастера спорта.
Выступал на позиции левого крайнего и центрального нападающего.
После окончания спортивной карьеры был вторым тренером московского «Динамо» (1967—1970) и тренером берлинского «Динамо» (1 июня 1970 — 22 декабря 1972).
Сотрудник МГС «Динамо» (1972—1973).
В 1973—1997 гг. являлся сотрудником МИД СССР и России.
Награждён медалью «За трудовое отличие» (30.03.1965)